# تريستان فوتييه
تريستان فوتييه (بالفرنسية: Tristan Vautier)‏ مواليد 22 أغسطس 1989 في سان مارتان ديريس، هو سائق فورملا 1 فرنسي.

## سباقات شارك فيها
- سلسلة إندي كار
- إنديانابوليس 500

## وصلات خارجية
- تريستان فوتييه على موقع Racing-Reference.info (الإنجليزية)
- تريستان فوتييه على موقع DriverDB.com (الإنجليزية)

- الموقع%20الرسمي